# Singhofen
Singhofen település Németországban, Rajna-vidék-Pfalz tartományban. Lakosainak száma 1781 fő (2023. december 31.).

## Népesség
A település népességének változása:
| Lakosok száma | 1391 | 1764 | 1730 | 1796 | 1798 | 1781 |
|               | 1975 | 2017 | 2019 | 2021 | 2022 | 2023 |